# Borissoglebski
Borissoglebski (en russe : Борисоглебский) est une commune urbaine de l'oblast de Iaroslavl, en Russie, et le centre administratif du raïon de Borissoglebski. Elle fait partie des villes et sites historiques de Russie. Sa population s'élevait à 5 625 habitants en 2013.

## Géographie
Borissoglebski est situé au sud de l'oblast, au bord de la rivière Oustie, dans le bassin de la Volga. Elle se trouve à 19 kilomètres au nord-ouest de Rostov Veliki, à 189 km au sud-ouest de Iaroslavl et à 193 kiloètresm au nord-est de Moscou.

## Histoire
La commune est célèbre pour son monastère Saint-Boris-et-Saint-Gleb, fondé au XIVe siècle et reconstruit aux XVIe et XVIIe siècles, et où vécut le moine-guerrier Alexandre Peresviet, héros de la bataille de Koulikovo contre les Tataro-Mongols de la Horde d'or. Un monument a été érigé en septembre 2005 à sa mémoire par le sculpteur Zourab Tsereteli.
Borissoblebski était une colonie libre (sloboda) appartenant au monastère, jusqu'à ce que Catherine II de Russie en fît don à son favori, le comte Orlov en 1764. Elle reçut le statut de commune urbaine en 1962.

## Population
Recensements (*) ou estimations de la population
| 1959* | 1970* | 1979* | 1989* |
| ----- | ----- | ----- | ----- |
| 3 665 | 4 727 | 5 938 | 6 327 |

| 2002* | 2010* | 2012  | 2013  |
| ----- | ----- | ----- | ----- |
| 5 957 | 5 646 | 5 645 | 5 625 |

## Transports
Une ligne d'autobus relie Borissoglebski à Iaroslavl, Rostov Veliki et Ouglitch.

## Sources
- (ru) Cet article est partiellement ou en totalité issu de l’article de Wikipédia en russe intitulé « Борисоглебский (Ярославская область) » (voir la liste des auteurs).